# Choi Chul-woo
Dans ce nom coréen, le nom de famille, Choi, précède le nom personnel.
Choi Chul-woo (coréen : 최철우) (né le 30 novembre 1977 à Jeonbuk en Corée du Sud) est un footballeur international sud-coréen, qui évoluait au poste d'attaquant devenu entraîneur.

## Biographie

### Carrière en sélection
Avec l'équipe de Corée du Sud, il dispute 10 matchs (pour 2 buts inscrits) en 2000. Il figure notamment dans le groupe des sélectionnés lors des JO de 2000. Lors du tournoi olympique, il joue un match face au Maroc et un autre contre le Chili.
Il participe également à la coupe d'Asie des nations de 2000.